# Miomir Kecmanović
Miomir Kecmanović (serbisch-kyrillisch Миомир Кецмановић; * 31. August 1999 in Belgrad, BR Jugoslawien) ist ein serbischer Tennisspieler.

## Karriere

### Juniorentennis
Miomir Kecmanović begann mit sechs Jahren mit dem Tennisspiel und konnte bereits als 7-Jähriger ein U10-Turnier gewinnen. Nach dem Gewinn des Kremlin-Cups als 13-Jähriger wurde er an die IMG Academy eingeladen. 
Er gewann in den Jahren 2015 und 2016 den Orange Bowl, eines der wichtigsten Tennisturniere für Junioren, und schaffte damit als erst dritter Spieler überhaupt die Titelverteidigung bei diesem Turnier. Bei den US Open 2016 gelang ihm der Finaleinzug in der Einzelkonkurrenz. Dort unterlag er allerdings deutlich mit 3:6, 0:6 dem Kanadier Félix Auger-Aliassime. Im November desselben Jahres war er die Nummer 1 der Juniorenweltrangliste.

### Profitour
Kecmanović spielte bereits mit 15 Jahren erste Turniere auf der ITF Future Tour und spielte mit 16 Jahren sein erstes Finale. Bisher konnte er auf der Future Tour drei Einzel- und einen Doppeltitel gewinnen. Auf der zweitklassigen Challenger Tour gewann er seinen ersten Einzeltitel im Oktober 2017 in Suzhou. Er schaffte ohne Satzverlust den Einzug in das Finale, in dem er den ehemaligen Top-100-Spieler Radu Albot in zwei Sätzen mit 6:4, 6:4 schlagen konnte. In Kitzbühel gewann er 2020 das erste ATP-Tour-Event seiner Karriere. 
2022 konnte er sowohl bei den Masters in Miami als auch in Indian Wells bis ins Viertelfinale vordringen. Seine bislang beste Platzierung in der Weltrangliste war der 27. Platz. 2025 gewann er in Delray Beach sowohl den Einzeltitel als auch den Doppeltitel mit Alejandro Davidovich Fokina als Partner.

## Erfolge
| Legende (Anzahl der Siege) |
| Grand Slam                 |
| ATP Finals                 |
| ATP Tour Masters 1000      |
| ATP Tour 500               |
| ATP Tour 250 (4)           |
| ATP Challenger Tour (2)    |

| ATP-Titel nach Belag |
| Hartplatz (2)        |
| Sand (2)             |
| Rasen (0)            |

### Einzel

#### Turniersiege

##### ATP Tour
| Nr. | Datum              | Turnier      | Belag     | Finalgegner                 | Ergebnis      |
| --- | ------------------ | ------------ | --------- | --------------------------- | ------------- |
| 1.  | 13. September 2020 | Kitzbühel    | Sand      | Yannick Hanfmann            | 6:4, 6:4      |
| 2.  | 16. Februar 2025   | Delray Beach | Hartplatz | Alejandro Davidovich Fokina | 3:6, 6:1, 7:5 |

##### ATP Challenger Tour
| Nr. | Datum            | Turnier  | Belag     | Finalgegner | Ergebnis      |
| --- | ---------------- | -------- | --------- | ----------- | ------------- |
| 1.  | 29. Oktober 2017 | Suzhou   | Hartplatz | Radu Albot  | 6:4, 6:4      |
| 2.  | 4. November 2018 | Shenzhen | Hartplatz | Blaž Kavčič | 6:2, 2:6, 6:3 |

#### Finalteilnahmen
| Nr. | Datum            | Turnier      | Belag     | Finalgegner    | Ergebnis        |
| --- | ---------------- | ------------ | --------- | -------------- | --------------- |
| 1.  | 29. Juni 2019    | Antalya      | Rasen     | Lorenzo Sonego | 7:65, 6:75, 1:6 |
| 2.  | 19. Februar 2023 | Delray Beach | Hartplatz | Taylor Fritz   | 0:6, 7:5, 2:6   |
| 3.  | 9. April 2023    | Estoril      | Sand      | Casper Ruud    | 2:6, 6:73       |

### Doppel

#### Turniersiege

##### ATP Tour
| Nr. | Datum            | Turnier      | Belag     | Partner           | Finalgegner                  | Ergebnis          |
| --- | ---------------- | ------------ | --------- | ----------------- | ---------------------------- | ----------------- |
| 1.  | 6. August 2022   | Los Cabos    | Hartplatz | William Blumberg  | Raven Klaasen Marcelo Melo   | 6:0, 6:1          |
| 2.  | 16. Februar 2025 | Delray Beach | Hartplatz | Brandon Nakashima | Christian Harrison Evan King | 7:63, 1:6, [10:3] |

#### Finalteilnahmen
| Nr. | Datum         | Turnier | Belag | Partner      | Finalgegner                | Ergebnis |
| --- | ------------- | ------- | ----- | ------------ | -------------------------- | -------- |
| 1.  | 9. April 2023 | Estoril | Sand  | Nikola Čačić | Sander Gillé Joran Vliegen | 3:6, 4:6 |

## Abschneiden bei Grand-Slam-Turnieren

### Einzel
| Turnier         | 2018 | 2019 | 2020 | 2021 | 2022 | 2023 | 2024 | 2025 | Karriere |
| --------------- | ---- | ---- | ---- | ---- | ---- | ---- | ---- | ---- | -------- |
| Australian Open | Q1   | 1    | 1    | 2    | AF   | 1    | AF   | 3    | AF       |
| French Open     | Q2   | 2    | 1    | 2    | 3    | 1    | 2    | 2    | 3        |
| Wimbledon       | Q1   | 2    |      | 2    | 3    | 1    | 3    | 3    | 3        |
| US Open         | Q2   | 2    | 2    | 1    | 2    | 1    | 2    |      | 2        |

Zeichenerklärung: S = Turniersieg; F, HF, VF, AF = Einzug ins Finale / Halbfinale / Viertelfinale / Achtelfinale; 1, 2, 3 = Ausscheiden in der 1. / 2. / 3. Hauptrunde; Q1, Q2, Q3 = Ausscheiden in der 1. / 2. / 3. Qualifikationsrunde; nicht ausgetragen

### Doppel
| Turnier         | 2019 | 2020 | 2021 | 2022 | 2023 | 2024 | 2025 | Karriere |
| --------------- | ---- | ---- | ---- | ---- | ---- | ---- | ---- | -------- |
| Australian Open | —    | 1    | 2    | 1    | —    | 1    | 1    | 2        |
| French Open     | 2    | 1    | 1    | 2    | 1    | 1    | —    | 2        |
| Wimbledon       | —    |      | —    | —    | —    | —    | —    | —        |
| US Open         | AF   | —    | 1    | 1    | 2    | 1    |      | AF       |